# Gastropholis vittata
Gastropholis vittata là một loài thằn lằn trong họ Lacertidae. Loài này được Fischer mô tả khoa học đầu tiên năm 1886.